# Championnats du monde de VTT de descente
Les championnats du monde de VTT de descente se déroulent chaque année depuis 1990. Organisée par l'Union cycliste internationale, la première édition s'est déroulée à Durango dans le Colorado aux États-Unis.

## Évolution du programme
Avant 1990, des mondiaux officieux sont organisés par la National Off Road Bicycle Association (NORBA) à Mammoth Mountain, en Californie. En 1988, Jimmy Deaton s'impose, alors que John Tomac remporte la descente masculine en 1989 devant Greg Herbold.
La descente est présente aux mondiaux de VTT depuis 1990. Entre 1990 et 1999, les championnats du monde de VTT cross-country sont organisés en même temps et dans le même lieu que ceux de la descente. En 2000, deux autres disciplines les rejoignent : le dual slalom et le trial. En 2002, le dual slalom est remplacé par le Four Cross. Entre 2012 et 2016, le cross-country éliminatoire est également au programme de ces championnats, avant de rejoindre les mondiaux de cyclisme urbain. 
En 2019, le cross-country à assistance électrique fait son apparition. En 2021, c'est au tour du cross-country short track d'être intégré aux mondiaux. Les championnats comptent depuis lors quatre disciplines : cross-country, cross-country short track, cross-country à assistance électrique et descente.
Tous les quatre ans, lors des années olympiques, les mondiaux de cross-country (seule discipline VTT qui est olympique) sont organisés plus tôt dans l'année dans un lieu différent de la descente.
Les mondiaux 2023 sont organisés dans le cadre des premiers championnats du monde de cyclisme UCI à Glasgow, qui rassemblent tous les quatre ans treize championnats du monde de cyclisme dans différentes disciplines cyclistes. L'édition 2025 a lieu en Suisse en même temps que les autres disciplines du VTT.

## Lieux
| Année | Pays             | Ville            |
| ----- | ---------------- | ---------------- |
| 1990  | États-Unis       | Durango          |
| 1991  | Italie           | Barga            |
| 1992  | Canada           | Bromont          |
| 1993  | France           | Métabief         |
| 1994  | États-Unis       | Vail             |
| 1995  | Allemagne        | Kirchzarten      |
| 1996  | Australie        | Cairns           |
| 1997  | Suisse           | Château-d'Œx     |
| 1998  | Canada           | Mont Sainte-Anne |
| 1999  | Suède            | Åre              |
| 2000  | Espagne          | Sierra Nevada    |
| 2001  | États-Unis       | Vail             |
| 2002  | Autriche         | Kaprun           |
| 2003  | Suisse           | Lugano           |
| 2004  | France           | Les Gets         |
| 2005  | Italie           | Livigno          |
| 2006  | Nouvelle-Zélande | Rotorua          |
| 2007  | Royaume-Uni      | Fort William     |

| Année | Pays           | Ville               |
| ----- | -------------- | ------------------- |
| 2008  | Italie         | Val di Sole         |
| 2009  | Australie      | Canberra            |
| 2010  | Canada         | Mont Sainte-Anne    |
| 2011  | Suisse         | Champéry            |
| 2012  | Autriche       | Saalfelden-Leogang  |
| 2013  | Afrique du Sud | Pietermaritzburg    |
| 2014  | Norvège        | Lillehammer-Hafjell |
| 2015  | Andorre        | Vallnord            |
| 2016  | Italie         | Val di Sole         |
| 2017  | Australie      | Cairns              |
| 2018  | Suisse         | Lenzerheide         |
| 2019  | Canada         | Mont Sainte-Anne    |
| 2020  | Autriche       | Leogang             |
| 2021  | Italie         | Val di Sole         |
| 2022  | France         | Les Gets            |
| 2023  | Royaume-Uni    | Glasgow             |
| 2024  | Andorre        | Vallnord            |
| 2025  | Suisse         | Valais              |

## Palmarès
- Hommes (1990-)
- Femmes (1990-)
- Hommes, juniors (1990-)
- Femmes, juniors (1991-)